# 石山宏一
石山 宏一（いしやま こういち、1947年 - ）は、日本のジャーナリスト、辞書編纂者、評論家、英語学者、桐蔭横浜大学客員教授。

## 来歴
秋田市生まれ。秋田県立秋田高等学校卒業。「グル－基金」（米国大学留学制度）奨学生選抜試験合格、渡米。1969年ミドルベリー大学教養学部政治学科卒業。 1970年タフツ大学フレッチャ－法律外交大学院修士課程修了。
1971年サイマル・インターナショナル会議通訳者、1972年東京大学研究生、1973年AP通信（米国）記者、1980年ザ・タイムズ（ロンドン）記者、1983年ストレーツタイムズ（シンガポール）記者、1988年ビジネスタイムズ（シンガポール）記者 （金融担当）、1992年駒沢女子短期大学英文科助教授、1999年桐蔭横浜大学法学部助教授、2004年同教授、2010年客員教授となり、時事英語、ビジネス英語、ジャーナリズム入門等を教えている。
小学館ランゲージワールドの「石山宏一の新語ウオッチング」を執筆。

## 著書
- 『四文字英語の魔力はきみのもの』自由ブックス社　1977
- 『日本的英会話の誤典 日本人なら必ず間違う英語表現・誤用全集』自由国民社 1978
- 『日本的英作文の誤典 日本語頭から英語頭へ切り換え』自由国民社 1980
- 『現代用語を英語にする辞典 窓際族から憲法順守まで』グロビュー社 1981
- 『日本的英語の誤典』自由国民社 1982
- 『新・現代用語を英語にする辞典 390words』グロビュー社 1985
- 『現代用語を英語にする辞典 円高差益から不倫まで390語収載』自由国民社 1986
- 『項目別日米時事新語辞典』自由国民社 1987
- 『現代用語を英語にする』ジャパンタイムズ 1991
- 『「歩きスマホ」を英語で言うと? 時事語・新語で読み解く日米の現在』小学館新書 2014

### 共編・監修
- 『ポケットプログレッシブ英和・和英辞典』堀内克明共編 小学館 1995
- 『ポケットプログレッシブ和英辞典』堀内克明共編 小学館 1995
- 『実用英和・和英辞典 ポケット版』編 成美堂出版 2003
- 『図解海外旅行英和・和英辞典』監修 成美堂出版 2003
- 『トレンド日米表現辞典 ジャンル別 第4版』編集主幹 岩津圭介執筆 小学館 2007